# Konradin

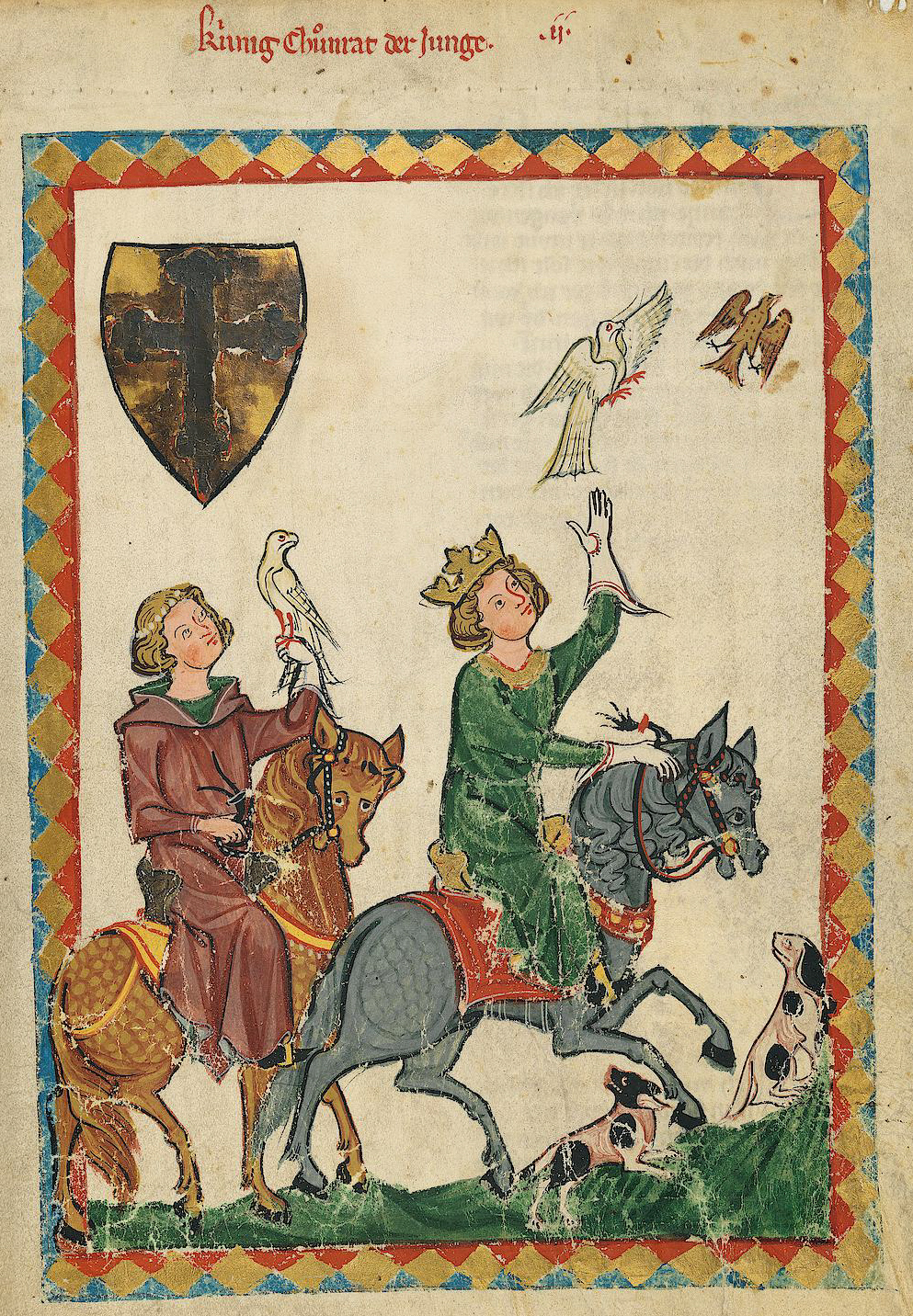
König Konrad, der Enkel Friedrichs II., lässt bei der Beizjagd mit seinem Freund Friedrich, Markgraf von Baden, einen Falken steigen. Codex Manesse, Universitätsbibliothek Heidelberg, Codex Pal. Germ. 848, fol. 7r.

Konrad (genannt Konradin [ˈkɔnradiːn], oder auch Konrad der Junge; * 25. März 1252 auf der Burg Wolfstein bei Landshut; † 29. Oktober 1268 in Neapel hingerichtet) war der letzte legitime männliche Erbe aus der Dynastie der Staufer. Er war Herzog von Schwaben (1254–1268 als Konrad IV.), König von Jerusalem (1254–1268 als Konrad III.) und König von Sizilien (1254–1258 als Konrad II.).
Der heute übliche Name Konradin geht auf das Diminutiv Corradino zurück, das ihm der italienische Volksmund gab.

## Leben

### Frühe Jahre
Konradin, der Sohn Elisabeths von Wittelsbach und des römisch-deutschen Königs Konrad IV., wurde nach dem Tod seines Vaters am 21. Mai 1254 der Vormundschaft seiner beiden Oheime, der Herzöge Ludwig II. von Bayern und Heinrich XIII., unterstellt. Er wuchs gemeinsam mit dem etwa gleichaltrigen Friedrich von Baden-Österreich, dessen Vater ebenfalls gestorben war, am Hof von Ludwig von Bayern auf, der zwischen München und Heidelberg pendelte.
Konradins italienisches Erbe wurde von seinem dort anwesenden Onkel Manfred verwaltet, der sich allerdings 1258 nach dem Aufkommen eines Gerüchts über Konradins Tod selbst zum König von Sizilien krönen ließ. Papst Alexander IV. forderte überdies 1255 alle Lehnsleute und Adligen im Herzogtum Schwaben auf, sich von Konradin loszusagen, und verbot die Unterstützung des Staufers bei der doppelten Königswahl von 1256/1257. Auch Ottokar II. von Böhmen befürwortete eine Kandidatur Konradins nicht. Herzog Ludwig von Bayern gab schließlich Richard von Cornwall seine Stimme, unter dem Vorbehalt, dass Konradin das Herzogtum und das staufische Erbe behalten dürfe, und gegen die Zahlung von 12.000 Mark und die Hand einer Nichte des englischen Königs.
Vor allem im Zuge seiner formellen Anerkennung als Herzog von Schwaben 1262 gewann für Konradin der Bischof von Konstanz Eberhard II. als weiterer Vormund an Bedeutung. Konradin wohnte in der Burg Meersburg, war daneben aber sehr mobil, so besuchte er u. a. auch das damals reich begüterte Kloster St. Gallen.
Im September 1266 heiratete Konradin per procurationem Sophia, die achtjährige Tochter des Markgrafen Dietrich von Landsberg.
Mit einer Urkunde, datiert den 11. Jan. 1267 in Engen bestätigte er Graf Rudolf den Empfang des Reichslehens der letzten Grafen von Kiburg.

### Zug nach Italien
Nachdem im Reich keine Möglichkeit gesehen wurde, Konradin doch noch zum Königstitel zu verhelfen, konzentrierten sich seine Partei und Konradin selbst auf das staufische Erbe in Süditalien. Dort hatte Karl I. von Anjou mit Unterstützung von Papst Clemens IV. die Macht an sich gerissen und Manfred von Sizilien 1266 in der Schlacht bei Benevent besiegt. Daher brach Konradin um das Fest Mariä Geburt (8. September 1267) mit der Unterstützung von Herzog Ludwig II. von Bayern, seinem Stiefvater Graf Meinhard II. von Görz-Tirol, seinem Kindheitsfreund Friedrich von Baden-Österreich und anderen unter Wohlwollen der Ghibellinen nach Italien auf. Daraufhin belegte Papst Clemens IV. Konradin am 18. November 1267 mit dem Kirchenbann, da der Heilige Stuhl sich bereits seit der Zeit Heinrichs VI. durch die Stauferherrschaft in Süditalien bedroht fühlte und deren Wiederaufrichtung verhindern wollte.
Angekommen in Verona, erfuhr Konradin durch den Ghibellinen Mastino I. della Scala zwar weitere Unterstützung, dennoch kam die ganze Unternehmung wohl aus finanziellen Gründen ins Stocken. Man entschied sich, den Winter in Verona zu verbringen. Schließlich verweigerten Herzog Ludwig II. von Bayern und Meinhard II. von Görz-Tirol Konradin ihre weitere Hilfe und verlangten vor ihrer Rückkehr noch die Begleichung von Schulden, weshalb Konradin einen Großteil seiner restlichen Rechts- und Besitzansprüche als Herzog von Schwaben an Herzog Ludwig II. von Bayern verpfänden musste (sogenannte Konradinische Schenkung).
Trotzdem brach Konradin unter Begleitung von Friedrich von Baden-Österreich und Mastino I. della Scala sowie einem Heer von 3000 Mann in Richtung Süditalien auf, durchquerte die damals überwiegend guelfische Lombardei und erreichte Pavia, wo er nochmals Verstärkung erhielt. Über Pisa und Siena kam er am 24. Juli 1268 nach Rom, wo ihn Heinrich von Kastilien, damals Senator von Rom, empfing. Trotz oder wegen der Gegnerschaft zum Papst wurde Konradin in Rom freundlich aufgenommen. Heinrich von Kastilien verstärkte Konradins Heer nochmals und schloss sich auch persönlich dem Zug an. Von Rom zog Konradin mit einem Heer von etwa 4800 Mann und einem doppelt so großen Tross in Richtung Süden über die Abruzzen. Das genaue Marschziel ist nicht bekannt, allerdings wird es für wahrscheinlich gehalten, dass es sich dabei um die stauferfreundlichen, rebellierenden Teile des Königreichs gehandelt hat. Bald nach seinem Eindringen in das Königreich beider Sizilien wurde sein Heer am 23. August 1268 in der Schlacht bei Tagliacozzo von den Truppen Karls I. von Anjou, der vom Papst mit Sizilien belehnt worden war, vernichtend geschlagen.

### Gefangennahme und Hinrichtung

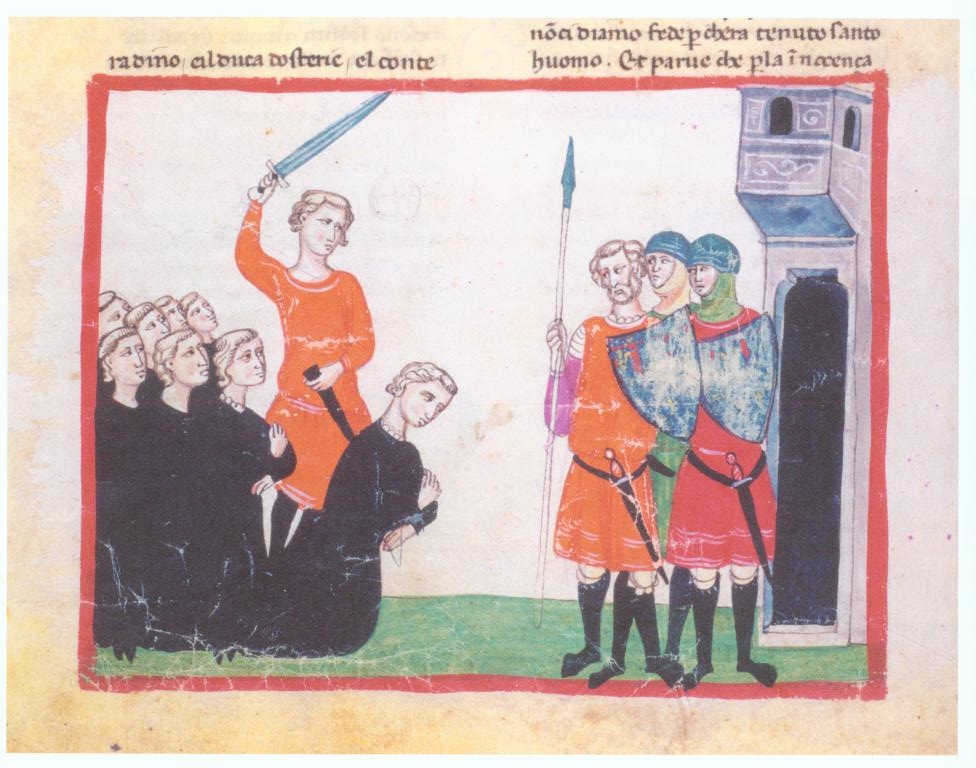
Die öffentliche Enthauptung Konradins auf dem Marktplatz von Neapel 1268. Entgegen der historischen Quellen wird Konrad hier nicht mit einer „Welschen Falle“, sondern mit dem Schwert hingerichtet (Miniatur aus der Chronica des Giovanni Villani, zweite Hälfte 13. Jahrhundert, Vatikanstadt, Biblioteca Apostolica Vaticana, Cod. Chigi L VIII 296, fol. 112v).

Konradin entkam zwar zunächst der Gefangennahme, wurde aber bei Astura von Giovanni Frangipani aufgegriffen, an Karl I. von Anjou ausgeliefert und zunächst im Castel dell’Ovo in Neapel gefangen gesetzt. Karl ließ Konradin mit einigen Begleitern wie Friedrich von Baden-Österreich, Friedrich von Hürnheim, Graf Wolfrad von Veringen und seinem Marschall Konrad Kropf von Flüglingen am 29. Oktober 1268 auf der Piazza del Mercato in Neapel öffentlich enthaupten.
Es ist nicht eindeutig zu klären, ob und in welchem Umfang es vorher zu einem Prozess gekommen ist. 
Der einzige Beleg ist ein Brief Karls an den Podestà von Lucca von Ende September 1268, in dem der König mitteilt, dass seine bedeutendsten Feinde zum Tode verurteilt seien (iam in capitali pena condempnatos).
Es ist auch unklar, ob Konradin noch vor seinem Tode von der Exkommunikation losgesprochen wurde. Dagegen spricht, dass man Konradin eine christliche Bestattung verweigerte. Die Leichname wurden erst in ungeweihter Erde verscharrt. Erst zehn Jahre später wurden die Gebeine Konradins und Friedrichs in Neapel in der Kirche Santa Maria del Carmine unter dem Hauptaltar christlich beigesetzt.
Hervorzuheben ist insbesondere im Bezug auf die Rezeptionsgeschichte dieser Tat, dass andere, ebenfalls prominente Mitglieder von Konradins Gefolgschaft nicht hingerichtet wurden; prominentestes Beispiel ist Heinrich von Kastilien, der Senator von Rom.
Im Hauptstaatsarchiv Stuttgart werden zwei Seiten in Pergament bewahrt, auf denen die mit dem Todestag datierte letzte Willensbekundung, einige Schenkungen, festgehalten ist. Diese Papiere kamen über das Kloster Weingarten ins Hauptstaatsarchiv.

## Nachwirkung und Rezeption

### Das Ende der Staufer
Konradin war der letzte eindeutig legitime Erbe der Staufer in direkter männlicher Linie. Es gab aber überlebende illegitime, d. h. aus unehelichen Beziehungen stammende Erben wie Enzio (um 1215–1272), ein unehelicher Sohn Friedrich II., des Großvaters von Konradin, der jedoch bis zu seinem Tod in Bologna gefangen gehalten wurde, oder sein Cousin Konrad von Antiochia, der erst 1301 starb. Zwei von dessen Söhnen konnten immerhin bis 1320 das Amt des Erzbischofs von Palermo einnehmen. Die männlichen Nachkommen König Manfreds von Sizilien starben alle im Kerker Karl von Anjous oder auf der Flucht in der Bedeutungslosigkeit. Als letzter starb Manfreds Sohn Heinrich 1318 im Kerker in Sizilien. Es gab jedoch noch teilweise über die weibliche Linie der Staufer laufende Nachkommen, und eine Reihe von Häusern führt ihren Stammbaum auf sie zurück. So heiratete Konstanze, die älteste Tochter Manfreds von Sizilien, 1262 Peter III. aus dem Haus Barcelona, der 1282 nach der Sizilianischen Vesper die Herrschaft Karls von Anjou in Sizilien übernahm und sich dabei auch auf seine staufischen Verbindungen berief. Daneben heiratete Margaretha von Staufen Albrecht den Entarteten und somit in das Haus Wettin ein. Zu ihren Nachkommen gehören die Wettiner als Kurfürsten und Herzöge von Sachsen sowie das heutige englische Königshaus der Windsors.

### Rezeption
Konradins Scheitern erfuhr bereits im Mittelalter große Aufmerksamkeit. So beschrieb Johannes von Winterthur, dass ein Adler bei Konradins Hinrichtung dessen Blut an seinen rechten Flügeln in die Höhe trug, und wollte mit diesem symbolisch-mythologischen Bild wohl auf Unrecht und Leid des Ereignisses hinweisen. Martinus Minorita berichtet in der Chronik Flores temporum über das Auftreten eines falschen Konradins, der ein Schmied aus Ochsenfurt gewesen sein soll, und belegt somit noch Ende des 13. Jahrhunderts die zeitgenössische verklärende Sehnsucht der Anhänger nach dem Frieden bringenden Endkaiser. Diese Sehnsucht wurde auf Konradin projiziert wie bereits zuvor auf Friedrich II., den ebenso seine Gegner gemäß der Prophezeiung Joachims von Fiore (1132–1202) als den Antichristen ansahen. Nach Konradins Tod wurde diese Erwartung u. a. auch auf den Wettiner Staufererben Friedrich den Freidigen von Thüringen übertragen. Daneben wird Konradins Tod in einer Reihe von weiteren Chroniken und Erzählungen erwähnt. In der Rezeption setzte sich weitgehend die Darstellung Konradins als der „gute junge Staufer“, der durch Karl von Anjou als dessen Widersacher kontrastiert wird, im Zuge des sich etablierenden Staufermythos durch.
Giovanni Villani betrachtet die unruhevolle Regentschaft Karls von Anjou als gottgesandte Strafe für dessen grausames Verhalten Konradin gegenüber. Johann von Viktring sieht das Töten „iuventutis innocentis“ (der unschuldigen Jugend) ebenfalls als grausam an. Hervorzuheben ist allerdings, dass im Königreich Sizilien seit längerem ungewöhnlich harte Strafen in ähnlichen Fällen verhängt wurden, etwa auch vom Staufer Friedrich II.; Konradin selbst ließ etwa Karls Marschall vor der verlorengegangenen Schlacht hinrichten. Auch Dante Alighieri bezieht sich in der Divina Commedia auf die Geschehnisse im Königreich Sizilien um diese Zeit, insbesondere auf Manfred von Sizilien.

Im 19. Jahrhundert wurde Konradin als Träger des deutschen Nationalgedankens verstanden und rezipiert, wobei betont wurde, dass es die Gegner der Aufrechterhaltung des deutschen Reiches waren, die ihn ermordeten, und der Zusammenbruch der Stauferhausmacht und des „Glanzes des deutschen Kaisertums“ Folgen dieser Ermordung seien. Man sah hierin eine Wegmarke in der Abkehr vom ersehnten starken Zentralstaat. Diese Deutung wurde und wird zunehmend u. a. mit Verweis auf die personale Dimension von Herrschaft im Mittelalter infrage gestellt.

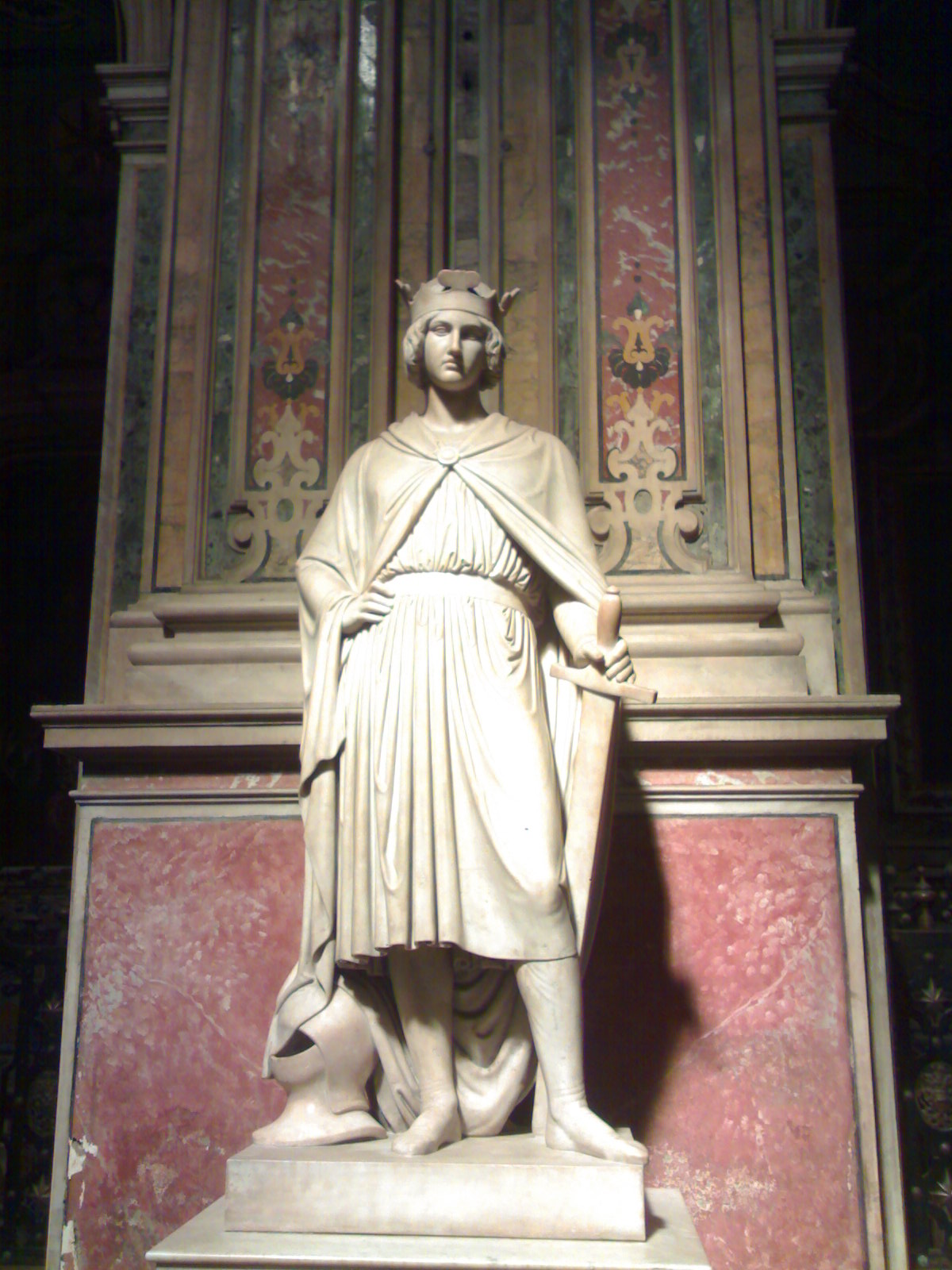
Monument von Bertel Thorvaldsen an Konradins neuem Grabmal in Santa Maria del Carmine, Neapel (1847)

1833 ließ der damalige Kronprinz und spätere König Maximilian II. von Bayern von Bertel Thorvaldsen in Rom eine 215 Zentimeter hohe Konradinskulptur entwerfen. Nach Thorvaldsens Tod im Jahre 1844 wurde die unfertige Marmorfigur dem bayerischen Bildhauer Peter Schöpf übergeben, von diesem vollendet und 1847 in der Kirche Santa Maria del Carmine in Neapel aufgestellt. Die ursprünglich im Chor bestatteten Gebeine Konradins, der wegen seines Geburtsortes und seiner wittelsbachischen Erziehung als Träger nicht nur der deutschen, sondern auch der bayerischen Nationalidee galt, fanden im Sockel des Denkmals ihre letzte Ruhe. Die Sockelinschrift lautet: „Maximilian Kronprinz von Bayern errichtet dieses Denkmal einem Verwandten seines Hauses, dem König Conradin, dem Letzten der Hohenstaufen. Im Jahr 1847 dem 14. Mai.“
Mit seinem tragischen Schicksal hat der letzte Staufer in besonderer Weise Schriftsteller und Dramatiker inspiriert. Über 100 Konradin-Dramen und -Fragmente sind seit dem 18. Jahrhundert bekannt, weiterhin zahlreiche Gedichte, Oden und andere lyrische Arbeiten und Prosatexte. Zu den Dichtern und Autoren, die sich mit Konradin beschäftigt haben, gehören vor allem Deutsche, etwa Friedrich Schiller, August Graf von Platen, Gustav Schwab, Conrad Ferdinand Meyer, Agnes Miegel, Theodor Körner, Hans Reyhing, Ludwig Uhland, Antonie Jüngst, Benedikte Naubert, Otto Gmelin und Konrad Weiß. Romane über das Schicksal Konradins verfassten auch der estnische Schriftsteller Karl Ristikivi und der italienische Germanist Italo Alighiero Chiusano.
Im Jahr 2000 wurde in der Stiftskirche des von seiner Mutter Elisabeth und deren zweitem Ehemann Meinhard II. von Görz-Tirol gegründeten Stift Stams eine Gedenkplatte eingeweiht, die an Konradin erinnert. 
2002 wurde anlässlich seines 750. Geburtstags auf dem Hohenstaufen eine Stauferstele eingeweiht.
2024 wurde der Gmünder Stauferfries eingeweiht. Das 60 Meter lange in Edelstahl geschnittene, von Helmut Maximilian Gruber-Ballehr geschaffene Bild stellt den Einzug Konradins im Jahre 1266 in Schwäbisch Gmünd dar.

### Bedeutung
Mit dem Scheitern Konradins gab es niemanden mehr, der chancenreich eine Personalunion des Königreichs Sizilien und des Heiligen Römischen Reiches hätte anstreben können. Dies beendete die vom Papst als Gefahr empfundene Umklammerung einer Herrschaft über beide Reiche aus einer Hand.
Bayern leitete durch die Verpfändung der Besitzungen Konradins in der Oberpfalz, um Sulzbach-Rosenberg, in Südwestbayern und Bayerisch-Schwaben an Herzog Ludwig II. (Konradinische Schenkung) seinen Anspruch auf diese Gebiete ab.